# 터널 (드라마)
《터널》은 2017년 3월 25일부터 2017년 5월 21일까지 OCN에서 방영된 드라마이다.

## 등장 인물

### 주요 인물
- 최진혁 : 박광호 역 - 1986년 화양경찰서 강력계 형사 (경사)

연쇄 살인범을 잡기 위해 사건 현장인 터널을 살피던 중 수상한 사람을 발견하고 뒤쫓아가지만 놓치게 되고 누군가가 휘두른 둔기에 맞아 기절하게 된다. 잠시 후 깨어나 터널을 빠져나와 경찰서로 돌아오지만 모든 것이 낯설다. 이후 1986년에서 2016년으로 왔다는 사실을 깨닫고 범인을 잡으면 사랑하는 아내 연숙이 있는 1986년으로 돌아갈 수 있다는 믿음으로 사건을 수사한다.
- 윤현민 : 김선재 역 (아역 김슬우) - 형사생활 7년 차. 2016년 화양경찰서 강력계 형사 (경위)

고등학교 시절 어머니의 죽음이 교통사고가 아니라 살해되었다는 사실을 알게 되고 의사가 되려던 꿈을 포기하고 경찰이 된다. 젊은 여자의 살인 사건이 일어나는 곳마다 항상 찾아다니며 경찰들 간에는 기피대상이 된다.
- 이유영 : 신재이 (박연호) 역 (아역 김세희, 이다경) - 심리학과 교수 겸 화양경찰서 범죄심리 자문

연숙과 광호의 딸이며 어릴 때 영국으로 입양을 가서 자라지만 양부모가 화재로 인해 죽게 되자 아무것도 못했다는 죄책감을 가지고 있다. 이후 살인범 연구에 몰두하게 된다.

### 강력 1팀
- 조희봉 : 전성식 역 (젊은 시절 김동영) - 강력1팀장. 순경으로 시작한 30년 차 베테랑. 1986년 광호의 후배
- 김병철 : 곽태희 역 - 15년 차 형사
- 강기영 : 송민하 역 - 5년 차 형사

### 주변 인물
- 이시아 : 신연숙 역 - 광호의 아내 , 재이(연호)의 어머니
- 김민상 : 목진우 역 (아역 최승훈, 젊은 시절 노태엽) - 부검의
- 양주호 : 오 기자 / 오지훈 역 - 1986년 수정경찰서 출입기자. 2017년 도진택시 기사
- 엔 : 박광호 역 - 1988년생. 강력반 경장
- 문숙 : 홍혜원 역 - 화양대학교 학장

### 사건별 인물

#### 1986년 화양리 연쇄 살인 사건 (1화 ~ 2화)
- 김정학 : 김완 역 - 선재의 아버지, 서희수의 남편
- 허성태 : 정호영 역 (젊은 시절 함성민) - 용의자. 사건 당시 알리바이가 있어 풀려남.
- 한여울 : 황춘희 역 - 장미다방 종업원. 1985년 12월 초 성류산 인근 갈대밭에서 발견됨. 발목에 3개의 점 문신
- 석보배 : 서희수 역 - 김완의 아내. 1986년 3월 18사단 뒷길에서 발견됨. 발목에 4개의 점 문신
- 미상 : 진선미 역 - 1986년 (9월 이후) 화양리 터널에서 발견됨. 발목에 6개의 점 문신

#### 옥인정신의료원(전 화양기도원) 변사 사건 (2화)
- 박명신 : 이선옥 역 (젊은 시절 신난애) - 남자 3명을 살해한 연쇄 살인범. 황춘희의 죽음에 대한 정보를 신재이에게 말함.

#### 성류산 토막 사체 유기 사건 (2화 ~ 3화)
- 송영재 : 김태수 역 - 영자의 고향 오빠 (특별출연)
- 류태호 : 장영철 역 - 정애의 전남편 (특별출연)
- 조시내 : 김영자 (김정애) 역 (젊은 시절 김혜윤) - 발목에 5개의 점 문신

#### 빈집털이 도난 사건 및 아동 살인 사건 (4화)
- 전재형 : 노영진 역 - 전 보안업체 직원 (특별출연)
- 최원홍 : 윤동우 역
- 최명빈 : 윤수정 역 - 윤동우 동생

#### 휴게소 살인 사건 및 군대 내 가혹행위 살인 사건 (5화)
- 우현 : 고만석 역 - 최홍석 살인 용의자 중 1인. 휴게소 주인 (특별출연)
- 전진기 : 김인환 역 - 최홍석 살인 용의자 중 1인. 화무고 국어교사 (특별출연)
- 진용욱 : 이대환 역 - 최홍석 살인 용의자 중 1인. 견인차 기사 (특별출연)
- 임강성 : 마영길 역 - 최홍석 살인 용의자 중 1인. 프로야구 선수 (특별출연)
- 민 : 마영길의 여자 친구 역
- 이동진 : 황도경 역 - 최홍석 살인 용의자 중 1인. 기재부 사무관

#### 명의도용 사건 (6화)
- 정한비 : 윤영주 역 - 명의도용 피해자 (특별출연)
- 서은아 : 김미수 역 (특별출연)
- 김민경 : 명의도용 피해자 고아라의 어머니 역 (특별출연)

#### 연쇄 방화 사건 (8화)
- 안용준 : 김희준 역 (특별출연)
- 윤미향 : 화재난 양장점 주인 역
- 박소정 : 화재 신고한 맞은편 양장점 주인 역. 김희준의 엄마

#### 연쇄 살인 사건 (7화, 9화 ~ 16화)
- 이용녀 : 유옥희 역 - 정호영의 노모

### 그 외
- 남문철 : 1986년 강력계 오 반장 역
- 유지수 : 이난영 역 - 김선재의 새어머니
- 홍기준 : 1986년 화양경찰서 형사 역
- 강석원 : 1986년 화양경찰서 형사 역
- 최재혁
- 한상길
- 정동훈
- 정영금
- 정미혜
- 이진목
- 한상우
- 현정철
- 당현석
- 김인호
- 고봉구
- 조정훈
- 강지훈
- 이강영
- 박세준
- 정대용
- 김민성
- 곽민규
- 김종호
- 공수민 : 강아지를 잃어버린 아이들 중 언니 역
- 김지안 : 강아지를 잃어버린 아이들 중 동생 역
- 김태영
- 이수연 : 서정은 역 - 연쇄 살인범 이선옥의 피해자 딸
- 이재은 : 박광호와 신재이가 사는 집의 주인 역
- 박종보
- 이범찬
- 장원진
- 유경훈
- 김기범
- 이선영
- 심상우
- 김은해
- 김유진
- 윤서정
- 진정관
- 김추월
- 성현미 : 분식집 사장 역
- 유재익
- 최민금
- 박은영
- 이주영
- 김영희
- 박진성
- 신태현
- 최혜정
- 유경훈
- 정순원
- 나재균
- 박인정
- 박옥출
- 조용상
- 오상화
- 김상일
- 정태야
- 최현준
- 이도겸
- 차재만
- 최영민
- 권반석 : 형사 역 - 김선재의 전 파트너였으며 정호영을 놓침.
- 엄옥란
- 김도형
- 최나무
- 김남희
- 이동규
- 조현진
- 박대규 : 최홍석의 군대동기 역
- 박익준
- 홍부향 : 군기합 사고 피해자의 어머니 역
- 김종두
- 권진란
- 강학수
- 김유진
- 손인용
- 김경민
- 민효경
- 정희영
- 정희종
- 서정준
- 최영
- 신율이
- 진명선
- 김현
- 장효민
- 한혜미
- 최다영
- 김버들
- 유장영
- 박성민
- 이정주
- 김남희
- 박지연
- 남정희 : 88년생 박광호의 고향 동네 할머니 역
- 박승태 : 88년생 박광호의 고향 동네 할머니 역
- 서우진 : 형사 역
- 백인권
- 김진우
- 서동규
- 이승연 : 진성철 역
- 서영삼
- 하민
- 안수빈
- 주혜민
- 유용범
- 지성근 : 상가 사람 역
- 최교식 : 핸드폰 가게 주인 오영달 역
- 김비비
- 전병덕
- 허선행 : 상가회 남자 역
- 오승희
- 신연숙 : 무영한의원 할머니 역
- 민대식
- 박철민
- 조승연 : 화양경찰서 과장 역
- 박상용
- 조성윤
- 남상백
- 조흰돌
- 전재현
- 임성표 : 화양경찰서장 역
- 백현주 : 정호영 아내 김지은의 언니 역
- 유민자 : 정호영 아내 김지은의 어머니 역
- 김영선 : 1987년 당시 정호영의 정신과 담당의 역
- 윤진솔 : 해인강 피해자 윤다영의 친구 역
- 오효진
- 김광태
- 박재원
- 백승아
- 옥주리 : 정호영 동생 정혜지의 동네 주민 역
- 홍희라
- 소준형
- 한지호
- 안장훈
- 이택근
- 원서호
- 이은석
- 김성연
- 김정민
- 박진수
- 홍석연 : 신해화학 전 직원 역
- 강운 : 문형표 역
- 유병선 : 화양경찰서 강력2팀 김 형사 역
- 장현정
- 윤효진
- 문기영
- 이현응
- 조현건
- 이자령
- 이수자
- 최정자
- 노태영
- 조민재
- 손영순
- 차도연
- 강윤정
- 윤부진
- 김재철
- 고태영
- 김문호
- 한승현
- 류정
- 박용진 : 두 번째 피해자 김경순의 아버지 역
- 이영희 : 첫 번째 피해자 이정숙의 어머니 역
- 김두희
- 유창숙 : 세 번째 피해자 황춘희의 어머니 역
- 김원중 : 수갑차고 도망가는 범인 역
- 유영복
- 문수빈

### 특별출연
- 정석용 : 김종두 역 - 1986년 보건소 의사, 부검도 겸함.
- 곽인준 : 1986년 화양경찰서장 역 (1회)
- 오윤홍 : 정 마담 역 (1회)
- 정이랑 : 이금순 역 (3회)
- 최일화 : 유성재 역 - 연숙을 좋아했던 약사 (8회)
- 박정학 : 경찰 고위 간부 역 (9회)
- 송재룡 : 김경태 역 - 세례명 노엘(Noel) (12회)
- 김지성 : 목진우 어머니 역 (15회)
- 서윤아 : 88박광호의 어머니 역 (16회)

## 시청률
최저 시청률과 최고 시청률은 시청률 조사회사와 지역별로 시청률에 차이가 있을 수 있습니다.
| 2017년      | 2017년      | 2017년     | 2017년      |
| 회차        | 방송일      | AGB 시청률 | TNmS 시청률 |
| ----------- | ----------- | ---------- | ----------- |
| 1화         | 3월 25일    | 2.760%     | 2.9%        |
| 2화         | 3월 26일    | 3.131%     | 3.2%        |
| 3화         | 4월 1일     | 4.228%     | 4.1%        |
| 4화         | 4월 2일     | 3.555%     | 4.3%        |
| 5화         | 4월 8일     | 3.522%     | 3.6%        |
| 6화         | 4월 9일     | 4.042%     | 3.3%        |
| 7화         | 4월 15일    | 3.863%     | 4.1%        |
| 8화         | 4월 16일    | 5.179%     | 4.9%        |
| 9화         | 4월 22일    | 4.700%     | 4.3%        |
| 10화        | 4월 23일    | 5.413%     | 5.4%        |
| 11화        | 4월 29일    | 4.921%     | 4.4%        |
| 12화        | 4월 30일    | 5.375%     | 5.1%        |
| 13화        | 5월 13일    | 5.491%     | 4.9%        |
| 14화        | 5월 14일    | 6.263%     | 4.9%        |
| 15화        | 5월 20일    | 5.843%     | 5.4%        |
| 16화        | 5월 21일    | 6.490%     | 6.0%        |
| 평균 시청률 | 평균 시청률 | 4.674%     | 4.4%        |

## 결방
- 2017년 5월 6일 ~ 7일 황금 연휴와 대통령 선거 기간으로 인한 결방.[3] 5월 6일은 영화 《샌안드레아스 - 1부》, 5월 7일은 《매드맥스: 분노의 도로 - 1부》를 각각 방영

## 같이 보기
- 타임슬립
- 형사 드라마
- 대한민국의 텔레비전 드라마 목록 (ㅌ)
- 2017년 대한민국의 텔레비전 드라마 목록